# Janette Steer

Janette Steer, caracterizada como María Antonieta, de una publicación de 1891.

Janette Steer caracterizada como Galatea, de una publicación de 1900.

Janette Steer fue una actriz, dramaturga, directora de teatro y sufragista nacida en Estados Unidos que vivió en Londres.

## Inicios
Janette Steer comenzó a actuar como aficionada, con su hermana la Sra. Mackintosh. Un primer revisor describió a las dos en 1886: "La Sra. Mackintosh es alta y robusta; la Srta. Steer es alta y delgada. La Sra. Mackintosh tiene una voz muy dura; la Srta. Steer tiene muy poca voz. La Sra. Mackintosh tiene algunos débiles destellos de habilidad histriónica; la Srta. Steer actualmente no tiene ninguna. Fueron vitoreados por sus amigos y recibieron ramos de flores." Sin embargo, fue Steer quien continuó en la profesión.

## Carrera profesional
En 1900, Steer se convirtió en directora del Teatro de la Comedia. Aceptó el papel porque, como explicó, "Odio tener que interpretar papeles que no me gustan, y ahora puedo elegir lo que me plazca". Ese año apareció en un conjunto de cuatro obras cortas, incluyendo Comedy and Tragedy (Comedia y Tragedia en español) de W. S. Gilbert, Isla the Chosen de Alicia Ramsey, y escenas de Romeo y Julieta (interpretó a Romeo) y Hamlet (interpretó a Hamlet). Steer provocó las amenazas, muy publicitadas, de acciones legales de W. S. Gilbert contra ellas, cuando este se molestó por su interpretación de Galatea. Se mostró en desacuerdo con su concepción del personaje en un montaje de 1900 de su Pigmalión y Galatea. Un tribunal se negó a emitir una orden judicial contra Steer por este asunto.
Otras actuaciones de Steer incluyeron los espectáculos Robinson Crusoe (1886, con su hermana la Sra. Mackintosh), Idols of the Heart (1891, una obra que escribió y en la que actuó), An American Bride (1892), Gudgeons (1893), The Silent Battle (1892-1893), A Bunch of Violets (1894), John-a-Dreams (1894), The Seats of the Mighty (1897), Settled Out of Court (1897), The Liars (1897), Kenyon's Widow (1900), The Sin of a Life (1901), The Queen's Double (1901),  A Pageant of Great Women (1909-1910), Edith (1912, producido por la Liga Sufragista de Escritoras), Honourable Women (1913), and The Sphinx (1914, otra obra de teatro sufragista, que también escribió), The End of Silence  (1915, un evento de recaudación de fondos en tiempos de guerra para la Real Sociedad para la Prevención de la Crueldad contra los Animales, RSPCA), y The Passing of the Third Floor Back (1917, un evento de recaudación de fondos en tiempos de guerra para los hospitales de mujeres escocesas). Las obras de teatro escritas por Steer incluían The Cloven Foot (1890), El pie del buey en español; Idols of the Heart (1890), Los ídolos del corazón en español; All Sorts and Conditions of Men (1902), Todo tipo de condiciones de los hombres en español; Geraldine Wants to Know (1911), Geraldine quiere saber en español; y The Sphinx (1914), La esfinge en español. Steer era miembro de la Liga Sufragista de Actrices y escribió un ensayo "El movimiento de sufragio y la salvación de la raza" para una publicación sufragista de 1912.